# Paranocaracris rubripes
Paranocaracris rubripes är en insektsart som först beskrevs av Fischer von Waldheim 1846.  Paranocaracris rubripes ingår i släktet Paranocaracris och familjen Pamphagidae.

## Underarter
Arten delas in i följande underarter:
- P. r. rubripes
- P. r. burri
- P. r. obscurata
- P. r. stristis
- P. r. rigidus
- P. r. demirsoyi
- P. r. acinosus